# Nebria sahlbergi
Nebria sahlbergi är en skalbaggsart som beskrevs av Fischer. Nebria sahlbergi ingår i släktet Nebria och familjen jordlöpare. Inga underarter finns listade i Catalogue of Life.